# Black Friday (film, 2021)
Pour les articles homonymes, voir Black Friday.
 (décembre 2023).
La mise en forme du texte ne suit pas les recommandations de Wikipédia : il faut le « wikifier ».
Les points d'amélioration suivants sont les cas les plus fréquents. Le détail des points à revoir est peut-être précisé sur la page de discussion.
- Les titres sont pré-formatés par le logiciel. Ils ne sont ni en capitales, ni en gras.
- Le texte ne doit pas être écrit en capitales (les noms de famille non plus), ni en gras, ni en italique, ni en « petit »…
- Le gras n'est utilisé que pour surligner le titre de l'article dans l'introduction, une seule fois.
- L'italique est rarement utilisé : mots en langue étrangère, titres d'œuvres, noms de bateaux, etc.
- Les citations ne sont pas en italique mais en corps de texte normal. Elles sont entourées par des guillemets français : « et ».
- Les listes à puces sont à éviter, des paragraphes rédigés étant largement préférés. Les tableaux sont à réserver à la présentation de données structurées (résultats, etc.).
- Les appels de note de bas de page (petits chiffres en exposant, introduits par l'outil «  Source ») sont à placer entre la fin de phrase et le point final[comme ça].
- Les liens internes (vers d'autres articles de Wikipédia) sont à choisir avec parcimonie. Créez des liens vers des articles approfondissant le sujet. Les termes génériques sans rapport avec le sujet sont à éviter, ainsi que les répétitions de liens vers un même terme.
- Les liens externes sont à placer uniquement dans une section « Liens externes », à la fin de l'article. Ces liens sont à choisir avec parcimonie suivant les règles définies. Si un lien sert de source à l'article, son insertion dans le texte est à faire par les notes de bas de page.
- La présentation des références doit suivre les conventions bibliographiques. Il est recommandé d'utiliser les modèles {{Ouvrage}}, {{Chapitre}}, {{Article}}, {{Lien web}} et/ou {{Bibliographie}}. Le mode d'édition visuel peut mettre en forme automatiquement les références.
- Insérer une infobox (cadre d'informations à droite) n'est pas obligatoire pour parachever la mise en page.

Pour une aide détaillée, merci de consulter Aide:Wikification.
Si vous pensez que ces points ont été résolus, vous pouvez retirer ce bandeau et améliorer la mise en forme d'un autre article.
 (juillet 2024).
Si vous disposez d'ouvrages ou d'articles de référence ou si vous connaissez des sites web de qualité traitant du thème abordé ici, merci de compléter l'article en donnant les références utiles à sa vérifiabilité et en les liant à la section « Notes et références ».
Black Friday ou Vendredi fou au Québec est une comédie d'horreur américaine de 2021 écrite par Andy Greskoviak et réalisée par Casey Tebo. Il met en vedette Devon Sawa, Ivana Baquero, Stephen Peck, Michael Jai White et Bruce Campbell (qui agit aussi en tant que producteur). 
Cet article a été traduit du Wikipedia anglophone consacré au film Black Friday. 

## Synopsis
Un organisme parasite attaque Monty, employé d'All-Mart, alors qu'il prépare le magasin pour sa vente du Black Friday. Monty se transforme en monstre et attaque deux collègues.
Parce qu'il doit travailler pour Thanksgiving, Ken Bates dépose ses filles Lyla et Gracie pour un dîner avec leur mère et son nouveau mari Grant. Ken récupère ensuite son collègue Nebby Chris Godecki et se rend à leur quart de travail tardif chez We Love Toys. Pendant que les acheteurs anxieux se rassemblent à l'extérieur, Ken et Chris rejoignent leurs collègues Marnie, Brian, Archie, Ruth, Emmett, Anita et Bircher alors qu'ils se préparent à ouvrir le magasin pour le Black Friday. Bircher s'enferme accidentellement à l'extérieur du bâtiment en fumant une cigarette. Possédé par un parasite, un acheteur enragé mutile Bircher, le transformant également en créature.
Le gérant du magasin, Jonathan Wexler, demande à ses employés d'ouvrir les portes. Les acheteurs affluent, mais ils deviennent progressivement violents à mesure que la mutation parasitaire se propage. Tout le monde finit par se rendre compte que les acheteurs se transforment en créatures meurtrières lorsqu'ils sont attaqués et obligés de riposter. Possédé par un parasite, Emmett émet un tentacule qui tue Anita. Emmett se transforme en créature avant de s'enfuir vers l'étalage du village du Père Noël du magasin.
Ruth se cache dans le bureau tandis qu'Archie conduit Chris et Brian à travers une horde de mutants pour fermer une porte de sortie avant que d'autres acheteurs n'entrent. Jonathan et Ken combattent une créature dans la salle de bain. Marnie se faufile dans le village du Père Noël et constate que les acheteurs transformés sont assimilés à un sac en pleine croissance. Une fois la porte de sortie sécurisée, Jonathan, Ken, Chris, Marnie, Brian, Archie et Ruth se regroupent dans le magasin. Conduite par un policier possédé, une voiture de police à grande vitesse s'écrase à travers la vitre avant. La voiture roule sur Ruth. Les acheteurs en mutation recommencent à affluer à l’intérieur. Après avoir sauvé Chris, l'un des monstres tue Archie.
Ken, Marnie, Chris, Brian et Jonathan se barricadent dans la réserve. Tout en parlant de leurs différents mandats au magasin, les collègues se lient autour de tranches de viande de dinde. Cependant, la conversation de groupe devient conflictuelle lorsque Ken et Chris se disputent à propos de leurs stations décevantes dans la vie et que Marnie reproche à Ken de ne pas avoir de véritable romance avec elle. Un mutant pénètre dans la réserve. Ken se fait mordre dans l'agitation. En supposant qu'il est maintenant infecté et qu'il va bientôt se transformer, Ken reste sur place pendant que Chris, Marnie, Jonathan et Brian se rendent au quai de chargement pour obtenir un camion pour s'échapper. Chris étant incapable de démarrer le camion, lui et les autres combattent un autre mutant avant de se diriger vers le toit. Pendant ce temps, le bâtiment prend feu alors que le sac principal continue de se transformer en un monstre massif qui remplit bientôt tout le magasin. Jonathan se sacrifie à une horde pour que Chris, Marnie et Brian puissent s'échapper au sol.
Brian avoue qu'il a mordu Ken lors de l'agitation précédente, donc ce dernier n'est pas réellement infecté. Après avoir assimilé tous les acheteurs mutés, le monstre massif traverse le toit du magasin. Brian essaie d'affronter la créature, mais cela le tue. Ken rejoint Chris et Marnie dehors. Ken agit comme une distraction pendant que Chris incite le monstre à avaler un chariot élévateur, ce qui fait s'effondrer la créature blessée dans le feu. Ken, Chris et Marnie s'échappent dans la voiture de Ken. Cependant, des monstres plus massifs émergent dans d’autres magasins au loin.

## Distribution
- Devon Sawa dans le rôle de Ken
- Ivana Baquero dans le rôle de Marnie
- Ryan Lee dans le rôle de Chris
- Stephen Peck dans le rôle de Brian
- Michael Jai White dans le rôle d'Archie
- Bruce Campbell dans le rôle de Jonathan
- Louie Kurtzman dans le rôle d'Emmett
- Céleste Oliva dans le rôle d'Anita
- Ellen Colton dans le rôle de Ruth
- Peg Holzemer dans le rôle de Granny en colère
- Mark Steger dans le rôle de Monster Angry Gran
- Christopher Mikael dans le rôle de Lou
- Stanley Bruno dans le rôle de Bircher
- Lonnie Farmer dans le rôle de Monty
- Ripley Thibeault dans le rôle de Lyla
- Matea Thibeault dans le rôle de Gracie
- Seth Green dans le rôle de Dour Dennis (voix)

## Production
Le 17 novembre 2020, Bruce Campbell, Devon Sawa et Michael Jai White ont rejoint le casting. Le tournage a eu lieu entre le 16 novembre et le 16 décembre 2020 à Boston, Massachusetts.

## Sortie
Le film sort le 21 novembre 2021.

## Réception

### Critique
Sur le site agrégateur d'avis Rotten Tomatoes, 65 % des 17 avis critiques sont positifs, avec une note moyenne de 5,70/10. Brian Tallerico de RogerEbert.com lui a attribué deux étoiles sur quatre et a écrit : "C'est une montre facile dans un marathon de films de série B mais vous l'aurez oublié au moment où vous en aurez fini avec les restes de Thanksgiving." Lena Wilson, écrivant pour le New York Times, a déclaré que « c'est exactement le genre de chose que les amateurs d'horreur devraient regarder avec des amis partageant les mêmes idées pendant les vacances ».

### Commercial
Dans le monde entier, Black Friday était le septième film le plus piraté en ligne entre le 22 et le 28 novembre.